# Данков, Михаил Юрьевич
Михаи́л Ю́рьевич Данко́в (р. 24 января 1954, Архангельск) — российский историк, научный руководитель историко-краеведческого проекта «Осударева дорога» (1993—2010), действительный член Русского Географического общества (1984),  член Союза дизайнеров России (2012), Заслуженный работник культуры Республики Карелия (2014)

## Биография
В 1976 году выпускник исторического отделения историко-филологического факультета Петрозаводского государственного университета им. О. В. Куусинена.
С 1974 г. по 2002 г. под руководством Е.Н. Носова работал в составе Новгородской областной археологической экспедиции ЛОИА АН (ИИМК РАН СПб) на Рюриковом (Новгородском) городище и ряде других значимых археологических памятниках севера России.
Участник морских поисковых экспедиций в акватории Белого и Баренцева морей Северного Ледовитого океана на парусно-моторной шхуне «Полярный Одиссей» (порт приписки Петрозаводск). В 1984 г. удостоен звания Действительный член Географического общества СССР АН СССР (сейчас Русское географическое общество).
С 1978 по 1994 гг. старший, затем ведущий научный сотрудник, заместитель директора по научной работе, главный экспозиционер Карельского государственного краеведческого музея. С 2003 г. по 2019 г. научный сотрудник Национального музея Республики Карелия.
Живёт в Петрозаводске, Республика Карелия, Россия.

## Исследование Осударевой дороги
В 1993 году совместно с КТК "Ника" (г. Петрозаводск) и Фондом культуры Республики Карелия учредитель научно-исследовательского, историко-краеведческого проекта «Осударева дорога», посвященного поиску и изучению сухопутной трассы, проложенной по наказу Петра I от пристани Нюхча (Вардегорский мыс) на Белом море к Повенцу на Онежском озере.  С 1995 по 2010 гг. президент Карельской республиканской общественной организации (КРОО) «Осударева дорога», научный организатор архивных, археологических, ландшафтных и подводных исследований по проекту.
В ходе археологического и биолого-ландшафтного поиска впервые были выявлены и изучены инженерные фрагменты маршрута Петра I. В низинных зонах участники экспедиции «Осударева дорога» обнаружили гати, на возвышенностях — просеки, откатанные валуны, «колодцы», верстовые придорожные знаки («верстовые туры»). В результате была установлена точная локализация прохождения царского пути.
Специалисты радиоуглеродной лаборатории ИИМК РАН (СПб) с помощью Гронингенской калибровочной компьютерной программы и исследователи лаборатории геоэкологии и геоинформатики КГПУ (г. Петрозаводск), используя метод дендрохронологической индикации доказали, что образцы ископаемой древесины могут относиться к 1702 г.
Архивный поиск, экспериментальные и ландшафтные исследования по проекту «Осударева дорога» позволили Данкову М.Ю. выдвинуть гипотезу о невозможности волока морских фрегатов по царской трассе, что разрушает традиционные представления историков и вызывает широкую дискуссию в научной среде.

## Экспозиционная деятельность
Научный руководитель и организатор дизайнерских проектов более 70 музейных экспозиций. Среди самых значимых: «Пудожский исторический музей» (1985, г. Пудож); «Вепсский этнографический музей» (1990, с. Шелтозеро); «Хозяйство и быт поморов Терского берега» (1991, п. Умба); «Биография города» (1994, г. Сегежа); «Поморы Карельского берега» (1995, г. Беломорск); «Взгляд из 20-х» (2000, г. Петрозаводск); «Два лика Осударевой дороги» (2003, г. Сегежа); «Путь в Арктику» (2006, г. Петрозаводск); «За далью времени» (2009, г. Кондопога); «Польский след в истории Карелии» (2010—2011, гг. Петрозаводск, Санкт-Петербург, Сыктывкар). В 2011 г. разработаны тематико-экспозиционный план и художественное решение музея «Взгляд сквозь годы. История спецорганов Карелия» Управления ФСБ России по Республике Карелия. В 2013 г. автор стационарной выставки «Золотая нить Пряжи». В 2014 г. в рамках Международного проекта «Дорога горных промыслов» («Mining Road») создал концепцию ландшафтного Рудного парка «Тулмозерье». В 2014—2015 гг. автор научной концепции проекта Музея истории Карельского спорта (г. Петрозаводск). В 2019 г. автор выставочного проекта “Красные финны” (г. Петрозаводск).

## Публикации
Специализируется на изучении региональной истории России конца XVII—XVIII столетий и истории Карелии XX века. Основная проблематика научных исследований: становление России в качестве великой державы, Северная война (1700—1721 гг.), участие представителей европейских стран в создании новой петровской России.
Автор более 260 печатных научных работ.
Публиковался в изданиях Карельского научного центра РАН, Института истории материальной культуры РАН, в Трудах Государственного Эрмитажа, Государственного музея истории Санкт-Петербурга, изданиях Института Петра Великого, Поморского государственного университета им. М. В. Ломоносова, Новгородского государственного  университета им. Ярослава Мудрого, Санкт-Петербургского государственного университета, Ученых записках Петр ГУ, а также в научных сборниках «Изучение памятников морской археологии», «Цитадель» и «Гангут» (Санкт-Петербург), журналах «Север», «Carelia» (Петрозаводск), «Рейтар», «История в подробностях» (Москва), альманахах «Чело» (Великий Новгород), «Кортик: Флот. История. Люди»(Санкт-Петербург) и мн. др.
Лауреат премии журнала «Север» в номинации «Специальная премия» 2016 г. за серию очерков по истории Карелии в 2013—2016 гг. Лауреат Всероссийской историко-литературной премии «Александр Невский» в 2017 г.
О научном характере работы Данкова М.Ю. писал известный польский писатель и публицист Мариуш Вильк:

Михаил Юрьевич — представитель новой русской историографии. Это первое после долгого перерыва поколение историков, которым не довлеет бремя идеологии. При этом — в отличие от дореволюционных ученых — поколение Данкова обладает недоступной прежде документальной базой, неограниченным доступом к зарубежным архивам и грантам, возможностью применять суперсовременные методы исследования. Неудивительно, что и мыслят они иначе.
— — Мариуш Вильк. «Путем дикого гуся». 2014 год

### Библиографический указатель основных научных публикаций
- Илюха О. П., Антощенко А. В., Данков М. Ю. «История Костомукши». Карельский научный центр РАН. Петрозаводск. «МЕГА ПРЕСС», 1997.[43]
- Данков М. Ю. Масонство и «Осударева дорога» // Русский Север и архиепископ Афанасий. Архангельск. 2003. С. 122-127.[44]
- Данков М. Ю. Адриан Шхонебек и «Осударева дорога» // Нидерланды и Северная Россия. Под ред. Ю. Н. Беспятых, Я. В. Велувенкампа, Л. Д. Поповой. СПб., 2003. С. 174—180[45].
- Данков М. Ю. Об организации по «Осударевой дороге», таинственного волока «буяр» полковником М. Бордовиком в 1703 году // Изучение памятников морской археологии. Вып.5. СПб., 2004. С. 121—132[46].
- Данков М. Ю. «Осударева дорога» в контексте геополитики Нового времени // Приневье до Петербурга. СПб., 2006. С. 85-93[47].
- Данков М. Ю. «Тайна саксонского эрц-пробирера» // Знаменитые люди Севера: от М. В. Ломоносова до наших дней. Материалы международной научной конференции, посвященной 295-летию со дня рождения великого российского ученого Михаила Васильевича Ломоносова (1711—1765). Архангельск. 2006. С. 209—213.
- Данков М. Ю. «Феномен „Осударевой дороги“ 1702 г. Современные полевые исследования» // Краевед. Сб. статей. Петрозаводск. 2007. С. 20-26.
- Данков М. Ю. «The Transport Royal» из Англицкой земли // Изучение памятников морской археологии. Выпуск 6. СПб. 2009. С. 153—188[48].
- Данков М. Ю. «Зело желали исполнить…» («Осударева дорога» и атака Нотебурга в октябре 1702 года) // Война и оружие. Новые исследования и материалы. Международная научно-практическая конференция. 12-14 мая 2010 года. Ч. 1. СПб. 2010. С. 177—196.
- Данков М. Ю. «Карельская коммуна исходный пункт для всей Скандинавии» (Об одном малоизвестном документе Э. А. Гюллинга из фондов НАРК) // 1920 год в судьбах России и мира: апофеоз Гражданской войны и ее воздействие на международные отношения. Сб. мат. межд. науч. конф. Архангельск. 2010. С. 22-26[49].
- Данков М. Ю. Карельский транспортный коридор к Белому морю в XV—XVIII вв. // Диалог культур и народов Средневековой Европы. К 60-летию со дня рождения Е. Н. Носова. СПб. 2010. С. 453—463[50].
- Данков М. Ю. Трасса «Осударева дорога» // Петровские памятники России. Свод исторических и мемориальных памятников Российской Федерации петровского времени. Ч. 1. СПб., 2010. С. 294—296[51].
- Данков М. Ю. Тайный марш по «Осударевой дороге» 1702 года и современная дискуссия вокруг нее // Культурные инициативы Петра Великого. Материалы II Международного Конгресса петровских городов. Санкт-Петербург 9-11 июня 2010 года. СПб., 2011. С. 202—211[52].
- Данков М. Ю. Пушки Гаскойна и гребной фрегат «Святой Николай» (Секреты второго Роченсальмского боя 1790 г.) // «Война и оружие. Новые исследования и материалы». СПб., 2012. С. 306—322.
- Данков М. Ю. О коллекции предметов петровского времени в собрании Карельского государственного краеведческого музея // Петровские реликвии в собраниях России и Европы. Материалы III Конгресса петровских городов. СПб. 2012. С. 140—147[53].
- Данков М. Ю. Неизвестный письменный источник: дневник «Поход по линии Маннергейма. Январь 1941» // «Война и оружие. Новые исследования и материалы» Труды Шестой Международной научно-практической конференции. 13-15 мая 2015 года. Часть II. СПб., 2015. С. 77-96.
- Данков М. Ю. Защитный вал и петровская фортеция на берегу Онежского озера // Новые материалы по истории фортификации. Вып. 2. Архангельск, 2016. С. 66-74.
- Данков М. Ю. Семейный клан Марселисов на Русском Севере // Ученые записки Петрозаводского государственного университета. № 3 (164) май, 2017. Научный журнал. Петрозаводский государственный университет (ПетрГУ) 2017. С. 65-71.
- Гузевич Д. Ю., Гузевич И. Д., Данков М. Ю., Ржеуцкий В. С., доп. Аваков П. А. Ламбер де Герен Жозеф Гаспар (Иосиф Гаспар Ламбер де Герэн, Joseph Gaspard (de) Lambert de Guerin; 1655, Гренобль — не ранее 1717), француз, пехотный офицер, военный инженер // Иностранные специалисты в России в эпоху Петра Великого. Биографический словарь выходцев из Франции, Валлонии, франкоязычных Швейцарии и Савойи1682-1727/ под редакцией В. С. Ржеуцкого и Д. Ю. Гузевича, при участии А. Мезен. М.: Ломоносовъ, 2019. С. 360—367.
- Данков М.Ю., Проц Д.А.   Иноземец с «русским лицом» и фортеция на берегу Онежского озера» (О роли В. И. Геннина, коменданта Олонецкого уезда // материалы научной конференции двенадцатые Татищевские чтения 19-20 ноября 2019 г. Екатеринбург. Екатеринбург, 2020. С. 50–56.